# Liste des Trésors nationaux du Japon (armes blanches)
Pour les articles homonymes, voir Liste des Trésors nationaux du Japon.
Le terme « trésor national » est utilisé au Japon depuis 1897 pour désigner les biens les plus précieux du patrimoine culturel du Japon bien que la définition et les critères de sélection aient changé depuis la création du terme. Les œuvres de cette liste appartiennent à la catégorie des œuvres de l'artisanat et ont été classés trésors nationaux du Japon quand la loi pour la protection des biens culturels est entrée en vigueur le 9 juin 1951. Elles sont choisies par le Ministère de l'Éducation, de la Culture, des Sports, des Sciences et de la Technologie sur le fondement de leur « valeur artistique ou historique particulièrement élevée ». Les œuvres présentées sont des armes blanches de fabrication japonaise et l'ensemble couvre une période de l'histoire du Japon allant de la période Kofun (250 - 538) jusqu'à l'époque Nanboku-chō (1336 – 1392). Tous ces objets sont exposés dans des temples bouddhistes, des sanctuaires shintō ou des musées, ou sont détenus par des particuliers ou des entreprises.

## Présentation
En 2016, parmi les trésors nationaux du Japon classés dans la catégorie des œuvres de l'artisanat, 122 pièces mettent en valeur les différentes traditions historiques de fabrication d'armes blanches japonaises. Il s'agit de sabres et, parfois, seulement de leur fourreau. Toutes ces armes sont détenues par des temples bouddhiques, des sanctuaires shintō, des musées ou des particuliers.

## Statistiques
La moitié des œuvres est détenue par des musées, des lieux du culte bouddhique ou shintō, ou des propriétaires privés de la région de Kantō ; 42 % se trouvent dans la seule ville de Tokyo. Les époques de Heian (794 – 1185) et de Kamakura (1185 – 1333) sont les plus représentées ; l'œuvre la plus ancienne remonte à la fin de la période Kofun (250 - 538).

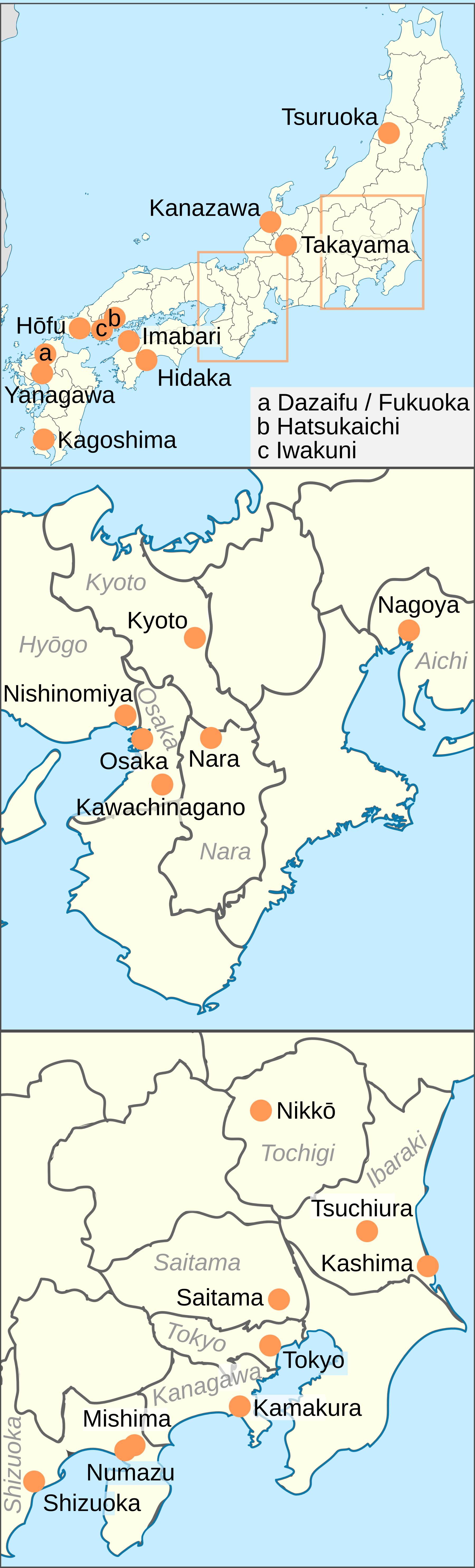
Villes possédant des armes blanches classées « trésors nationaux », dans la catégorie des œuvres de l'artisanat.

| Époque              | Trésors nationaux |
| ------------------- | ----------------- |
| Période Kofun       | 1                 |
| Période Asuka       | 2                 |
| Époque de Heian     | 19                |
| Époque de Kamakura  | 86                |
| Époque de Muromachi | 1                 |
| Époque Nanboku-chō  | 13                |

| Préfecture | Ville                | Trésors nationaux |
| ---------- | -------------------- | ----------------- |
| Aichi      | Nagoya               | 8                 |
| Ehime      | Imabari              | 3                 |
| Fukuoka    | Dazaifu              | 1                 |
| Fukuoka    | Fukuoka              | 2                 |
| Fukuoka    | Yanagawa             | 1                 |
| Gifu       | Takayama             | 1                 |
| Hiroshima  | Hatsukaichi          | 2                 |
| Hiroshima  | Propriétaires privés | 5                 |
| Hyōgo      | Nishinomiya          | 2                 |
| Ibaraki    | Kashima              | 1                 |
| Ibaraki    | Tsuchiura            | 1                 |
| Ishikawa   | Kanazawa             | 1                 |
| Kagoshima  | Kagoshima            | 1                 |
| Kanagawa   | Kamakura             | 1                 |
| Kōchi      | Hidaka               | 1                 |
| Kyoto      | Kyoto                | 2                 |
| Nara       | Nara                 | 6                 |
| Okayama    | Okayama              | 3                 |
| Okayama    | Propriétaire privé   | 1                 |
| Osaka      | Kawachinagano        | 1                 |
| Osaka      | Osaka                | 3                 |
| Osaka      | Propriétaires privés | 9                 |
| Saitama    | Saitama              | 2                 |
| Shizuoka   | Numazu               | 1                 |
| Shizuoka   | Mishima              | 1                 |
| Shizuoka   | Propriétaire privé   | 2                 |
| Shizuoka   | Shizuoka             | 1                 |
| Tochigi    | Nikkō                | 4                 |
| Tokyo      | Propriétaires privés | 12                |
| Tokyo      | Tokyo                | 39                |
| Yamagata   | Tsuruoka             | 2                 |
| Yamaguchi  | Hōfu                 | 1                 |
| Yamaguchi  | Iwakuni              | 1                 |